# جزيرة منحس صغير (ميدي)

تعديل مصدري - تعديل

جزيرة منحس صغير هي إحدى جزر مديرية ميدي التابعة لمحافظة حجة.